# رباط (مبنى)

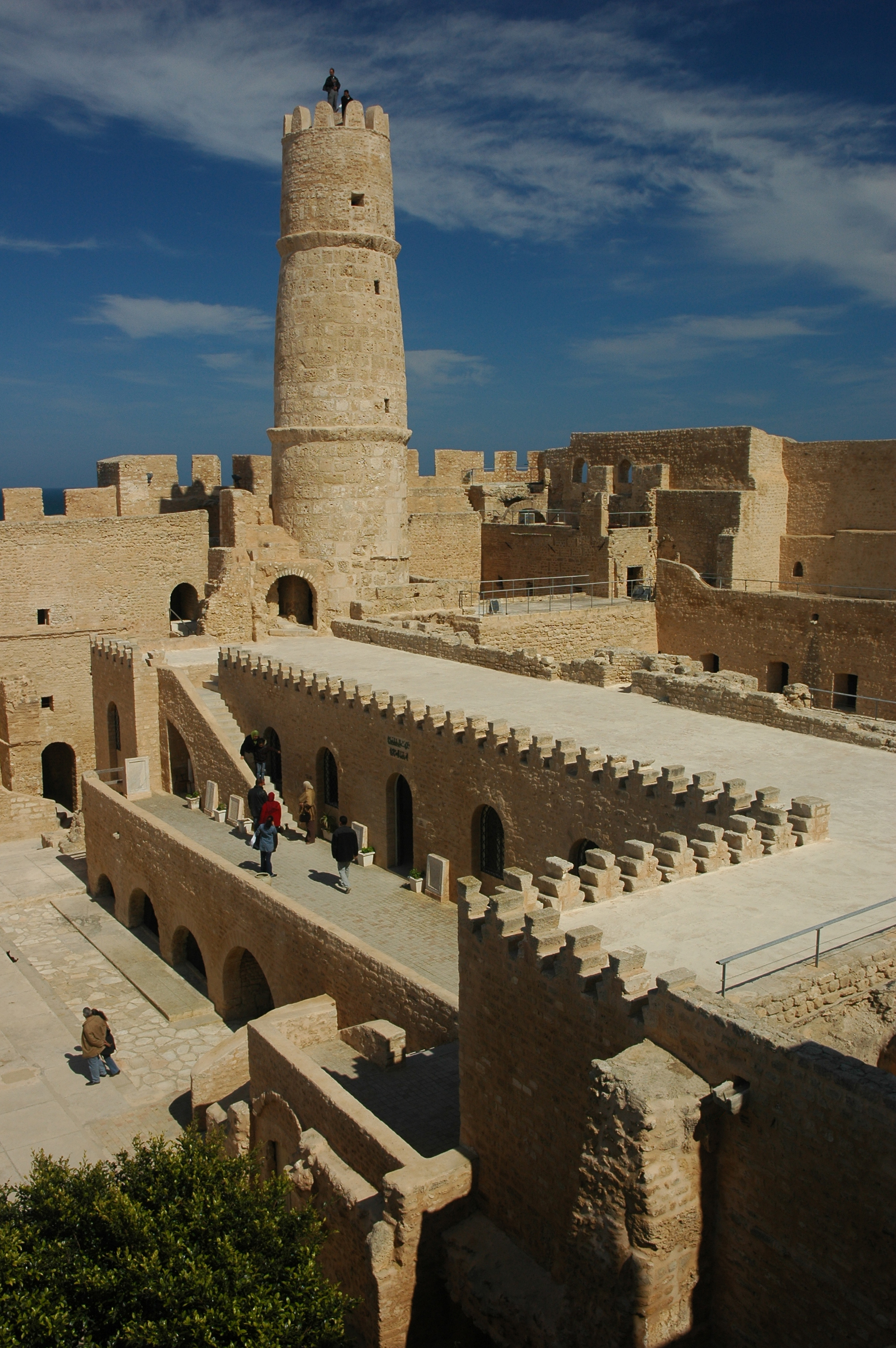

الرباط (ج ربط) حصريًا إلى المباني على طول الطريق، وخاصة خارج المدينة وإلى النجع. هذا المبنى عادة ما يشمل حوض، غرف.